# Knooppunt Vaanplein
Knooppunt Vaanplein is een knooppunt in Nederland. Het ligt ten zuiden van Rotterdam en verbindt de A15 (oost/west) met de A29 (zuid) en de s103 (noord). Het knooppunt is geopend in 1977 en was een windmolenknooppunt, zoals op de foto uit 1997 te zien is. In de huidige situatie is het een combinatie van windmolen-, ster- en trompetknooppunt.

## Geschiedenis
Knooppunt Vaanplein is in de jaren '90, '00 en '10 gerenoveerd. Een van de aanleidingen voor deze renovatie was de aanleg van een nieuw tracé van de Havenspoorlijn Rotterdam, die onderdeel uitmaakt van de Betuweroute. Deze Havenspoorlijn moest zo dicht mogelijk naast de A15 worden aangelegd, op het maaiveld. Als gevolg hiervan zijn drie delen van het windmolenknooppunt vervangen. Eén verbinding is vervangen door een fly-over gebouwd volgens het sterknooppuntprincipe. Dit viaduct heeft halverwege een uitsteeksel waar in 2015 een nieuw viaduct eraan werd vastgemaakt (de hoofdrijbaan van de A29). De andere is op een zeer aparte manier aangelegd. De afrit op de Vaanweg vanuit Rotterdam naar de A15 bestond uit een afrit die, als het verkeer de A29 had verlaten, opsplitste in twee verschillende richtingen. Deze is nu opgesplitst in twee afritten, de afrit in de richting havengebied is dezelfde gebleven, maar de afrit richting Ridderkerk is verplaatst van de rechter- naar de linkerkant van de weg. Hiervoor zijn de beide weghelften van de A29 uit elkaar geschoven en is er nog een deel (de afrit naar de A15) tussen gekomen. De afrit richting Ridderkerk buigt onder de A29 door en sluit met een trompetlus aan op de A15.
De fly-overs van de drie verdwenen afritten van het voormalige windmolenknooppunt en de contouren van het voormalige knooppunt werden echter niet weggehaald. Voor de verbreding van de A15 werden ze wel weggehaald zodat knooppunt Vaanplein voor de derde keer kon worden verbouwd.  Ook de laatste nog niet gesloopte verbindingsboog van de eerste versie van het knooppunt werd toen vervangen.
|  |

## Richtingen knooppunt
| Aansluitende wegen                            | Aansluitende wegen                                     | Aansluitende wegen                 | Aansluitende wegen | Aansluitende wegen |
| --------------------------------------------- | ------------------------------------------------------ | ---------------------------------- | ------------------ | ------------------ |
|                                               |                                                        | Vaanweg richting Rotterdam-Centrum |                    |                    |
|                                               |                                                        |                                    |                    |                    |
| richting Spijkenisse / Europoort / Maasvlakte | richting Dordrecht / Gorinchem / Geldermalsen / Bemmel |                                    |                    |                    |
|                                               |                                                        |                                    |                    |                    |
|                                               |                                                        | richting Numansdorp                |                    |                    |

Almere · Amstel · Arnestein · Assen · Azelo · Badhoevedorp · Bankhoef · Batadorp · Beekbergen · Benelux · Beverwijk · Bodegraven ·  Boterdiep ·  Buren · Burgerveen · Coenplein · De Baars · De Hoek · De Hogt · De Nieuwe Meer · De Poel · De Punt · De Stok · Deil · Diemen · Drachten · Drie Klauwen · Eemnes · Ekkersweijer · Emmeloord · Empel · Euvelgunne · Everdingen · Ewijk · Galder · Gooimeer · Gorinchem · Gouwe · Grijsoord · Hattemerbroek · Heerenveen · Hellegatsplein · Het Vonderen · Hintham · Hoevelaken · Hofvliet · Holendrecht · Holsloot · Hoogeveen · Hooipolder · IJmuiden (niet officieel) · Joure · Julianaplein · Kerensheide · Kethelplein · Klaverpolder · Kleinpolderplein · Kooimeer · Kruisdonk · Kunderberg · Lankhorst · Leenderheide · Lunetten · Maanderbroek · Markiezaat · Muiderberg · Neerbosch · Noordhoek · Ommedijk · Oud-Dijk · Oudenrijn · Paalgraven · Princeville · Prins Clausplein · Raasdorp ·  Reitdiep ·  Ressen · Ridderkerk · Rijkevoort · Rijnsweerd · Rottepolderplein · Rozenburg · Sabina · Sint-Annabosch · Stelleplas · Slufter · Ten Esschen · Terbregseplein · Tiglia · Vaanplein · Valburg · Velperbroek · Velsen · Vlaardingen · Vught · Waterberg · Watergraafsmeer · Werpsterhoek · Westerlee · Ypenburg · Zaandam · Zaarderheiken · Zonzeel · Zoomland · Zuidbroek · Zurich

Geplande knooppunten:
De Liemers · Zestienhoven

Voormalige knooppunten:
Bocholtz · Ekkersrijt · Europaplein (Groningen) · Europaplein (Maastricht) · Lindenholt